# ملک‌اومودلو
ملک‌اومودلو (به لاتین: Məlikumudlu) یک منطقه مسکونی در جمهوری آذربایجان است که در شهرستان واقع شده است. ملک‌اومودلو ۱۲۹۵ نفر جمعیت دارد.